# Amore sulle labbra
Amore sulle labbra (True Heart Susie) è un film muto del 1919 diretto da D.W. Griffith.

## Trama
Susie, una ragazza di campagna, ama segretamente William, il suo giovane vicino di casa e, per lui, sacrifica la sua mucca e vende alcune proprietà per pagargli gli studi senza che lui sappia niente del suo sacrificio. William diventa un pastore e, ritornato a casa, Susie si aspetta una sua dichiarazione. William, invece, sposa Bettina Hopkins, una frivola modista di Chicago che lo rende subito infelice. William, conscio di aver fatto un matrimonio fallimentare, mette sull'avviso Susie, la sua vecchia amica, dicendole di stare attenta quando sarà il momento di fare il gran passo e di scegliere l'uomo giusto.
Bettina, intanto, intreccia un flirt clandestino con Sporty Malone, un tipo con il quale si reca a una festa. Avendo persa la chiave di casa, Bettina chiede a Susie di passare la notte da lei. Ma, ammalatasi a causa del temporale scoppiato quella notte, la donna deperisce rapidamente, peggiora e muore. William, al quale Bettina aveva raccontato che quella notte era uscita per andare a cercare un libro, giura di non sposarsi mai più. Quando, però, scoprirà la verità sulla moglie, di come lei gli abbia mentito e come, invece, Susie si sia sempre sacrificata per lui, William finalmente scoprirà di amare la sua vecchia compagna di giochi e tornerà da lei.

## Produzione
Il film fu prodotto dalla D.W. Griffith Productions.

## Distribuzione
Distribuito dall'Artcraft Pictures Corporation, il film uscì nelle sale USA il 1º giugno 1919, presentato in prima al Mark Strand Theatre di New York. In Francia, venne distribuito dalla Les Films Cosmograph il 18 marzo 1921.
Copia della pellicola è conservata negli archivi Cohen Media Group (Raymond Rohauer collection) e nella H.A.V. Bulleid collection al National Film Archive of the British Film Institute.